# Irabatha cairnsensis
Irabatha cairnsensis är en stekelart som beskrevs av Cheesman 1936. Irabatha cairnsensis ingår i släktet Irabatha och familjen brokparasitsteklar. Inga underarter finns listade i Catalogue of Life.